# Wiadomości Strzeleckie
Wiadomości Strzeleckie – comiesięczny biuletyn Krakowskiego Okręgu Związku Strzeleckiego wydawany w Krakowie od stycznia do maja 1930 roku (łącznie 5 numerów) pod redakcją F. Ptasińskiego. Na łamach pisma ukazywały się artykuły poświęcone m.in. ideologii strzeleckiej i Józefowi Piłsudskiemu. Wydawanie pisma zostało zawieszone z powodu dużego wzrostu popularności konkurencyjnego pisma Strzelec.